# Kári Runólfsson
Kári Runólfsson (m. 1187) fue un abad del Monasterio de Þingeyrar en el siglo XII. Era hijo de Runólf Ketilsson, escaldo y sacerdote del monasterio de Möðruvellir (Eyjafjörður) y más tarde monje del monasterio de Helgafell, y nieto de Ketill Þorsteinsson, obispo de Hólar. El sobrino de Kári era Ketill Hermundarson abad en Helgafell. Kári se consagró como abad de Þingeyrar en 1181 y reemplazó a Karl Jónsson, quien permaneció en el monasterio algún tiempo pero se fue a Noruega después. Kári murió en 1187. Para entonces Karl había regresado a Islandia y habría asumido nuevamente el cargo.